# Jakab Andrea
Jakab Andrea Júlia (Marosvásárhely, 1981. július 21.) romániai magyar gyorskorcsolyázó. Több romániai bajnokság nyertese, európai ifjúsági bronzérmes. Részt vett a 2002. évi téli olimpiai játékokon.

## Pályája
Már öt évesen tudott korcsolyázni, hét évesen pedig a Mureșul (Maros) sportklub tagja lett. Még abban az évben részt vett az országos bajnokságon, ahol korosztályában az első öt között végzett. A következő évben már korosztályos országos bajnok volt. Pályafutása során számos romániai bajnokságot nyert, 1000, 1500 és 3000 méteren pedig országos rekordokat állított fel.
Románia színeiben 1997-ben bronzérmet szerzett a téli ifjúsági olimpiai napokon, 2001-ben pedig hetedik lett a gyorskorcsolya Európa-bajnokságon. 2002-ben részt vett a téli olimpiai játékokon. Az olimpia után felhagyott a versenysporttal, mivel kiábrándult a román sportszövetségből a be nem tartott ígéretek és a támogatás hiánya miatt.